# Karel Krejčí (trenér)
Karel Krejčí (* 20. prosince 1968, Karviná) je český fotbalový trenér a bývalý obránce či záložník. 

## Hráčská kariéra
Svoji fotbalovou kariéru začal v TJ Sušice, odkud v průběhu mládeže zamířil do TJ Škoda Plzeň. V roce 1987 se upsal klubu VTJ Jindřichův Hradec. Po angažmá ve VTJ Písek se vrátil zpět do Plzně. V roce 1993 přestoupil do FC Svit Zlín a později do FC Dukla. Následně zamířil do SK České Budějovice, kde v roce 2000 ukončil hráčskou kariéru. V české lize nastoupil v 80 utkáních a dal 3 góly.

## Ligová bilance
| Ročník                          | Zápasy | Góly | Klub                       |
| ------------------------------- | ------ | ---- | -------------------------- |
| 1. česká fotbalová liga 1993/94 | 26     | 2    | FC Svit Zlín               |
| 1. česká fotbalová liga 1994/95 | 27     | 0    | FC Svit Zlín               |
| Gambrinus liga 1997/98          | 26     | 1    | FC Dukla Příbram           |
| Gambrinus liga 1999/00          | 1      | 0    | SK Dynamo České Budějovice |
| CELKEM                          | 80     | 3    |                            |

## Trenérská kariéra
S trénováním začal v roce 1997 v FC Dukla, kde vedl mládež a zároveň hrál za první mužstvo. Stejné funkce vykonával i v SK Dynamo České Budějovice. Poté se vrátil do FC Dukla, kde nejprve trénoval mládež, ale později se stal asistentem u ligového mužstva. Od léta 2007 byl šéftrenérem mládeže v FC Viktoria Plzeň.

### FC Viktoria Plzeň
Na konci dubna 2008 se stal do konce sezóny 2007/2008 hlavním koučem ligového mužstva, když nahradil odvolaného kouče Stanislava Levého. V létě 2008, po příchodu trenéra Jaroslava Šilhavého, se vrátil na pozici asistenta. V týmu zůstal i po příchodu Pavla Vrby až do konce roku 2013. Za pět let svého působení byl u zisku mistrovského titulu v letech 2011 a 2013, u dvojího postupu do základní skupiny Ligy mistrů a u dalších úspěchů mužstva.

### Česká reprezentace
Od ledna 2014 do srpna 2016 byl asistentem trenéra Pavla Vrby u české fotbalové reprezentace.

### FC Viktoria Plzeň (návrat)
V srpnu 2015 se stal podruhé hlavním trenérem Plzně, když nahradil odvolaného Miroslava Koubka. S klubem uzavřel kontrakt do konce ročníku 2015/16. Záhy po svém jmenování se mu podařilo s týmem postoupit do základní skupiny Evropské ligy UEFA 2015/16. V základní skupině skončil tým na 3. místě za španělským Villarrealem a rakouským Rapidem Vídeň. V lednu 2016 uzavřel s mužstvem novou smlouvu do léta 2018 s následnou opcí. V ročníku 2015/16 jeho svěřenci získali tři kola před koncem sezony mistrovský titul, klub dokázal ligové prvenství poprvé v historii obhájit. Po skončení sezony se stal trenérem roku, ale v květnu 2016 v klubu předčasně skončil z důvodu toho, že se chtěl naplno věnovat reprezentaci.

### Mládežnické reprezentační výběry ČR
V roce 2017 se stal hlavním trenérem reprezentačního týmu ČR do 20 let a v listopadu roku 2018 se stal hlavním trenérem reprezentačního týmu ČR do 21 let. V roce 2020 česká reprezentace U21 vybojovala postup na závěrečný turnaj mistrovství Evropy U21, které se konalo v Maďarsku a Slovinsku. Český tým na mistrovství Evropy U21 skončil v základní skupině v konkurenci Španělska, Itálie a domácího Slovinska na 3. místě a nepostoupil do vyřazovací fáze. Český tým v základní skupině získal remízy 1:1 s Itálií a Slovinskem a podlehl 0:2 Španělsku. V srpnu roku 2021 Karel Krejčí na pozici trenéra české reprezentace U21 skončil.